# Gerson Mayén
Gerson Mayen est un footballeur international salvadorien né le 9 février 1989 à Los Angeles aux États-Unis. Il joue au poste de milieu de terrain au Cobán Imperial.

## Biographie
Le 23 novembre 2011, Mayén est échangé avec Justin Braun à l'Impact de Montréal contre James Riley et une allocation monétaire.

## Palmarès
- Champion du Salvador en 2015 (Clausura)